# Louis Olagnier
Louis Olagnier, né le 6 novembre 1889 à Saint-Étienne et mort le 18 octobre 1964 dans le 14e arrondissement de Paris, est un footballeur français évoluant au poste de milieu de terrain.

## Carrière
Louis Olagnier évolue au Gallia Club Paris lorsqu'il connaît sa première et unique sélection en équipe de France de football. Il affronte sous le maillot français le 18 janvier 1920 lors d'un match amical l'équipe d'Italie de football. Les Italiens s'imposent sur le score de 9-4.